# Aalborgtårnet
Aalborgtårnet er et 55 meter højt tårn i Aalborg, som blev opført i 1933 i forbindelse med Nordjysk Udstilling. Det er tegnet af arkitekt Carlo Odgård og konstrueret af civilingeniør Svend Rønnow på Aalborg Værft.
Tårnet står på en 50 meter høj bakke, og toppen er dermed 105 meter over Limfjorden. Man kan fra april til september komme op i tårnet og opleve udsigten over det meste af byen, samt over Limfjorden til Nørresundby. I toppen af tårnet findes en restaurant med plads til 50 personer.
I 2005 blev tårnet restaureret, bl.a. på grund af nedstyrtningsfare.

## Ekstern kilde/henvisning
- Wikimedia Commons har flere filer relateret til Aalborgtårnet
- Hjemmeside